# Dryopteris karwinskyana
Dryopteris karwinskyana är en träjonväxtart som först beskrevs av Georg Heinrich Mettenius, och fick sitt nu gällande namn av Carl Ernst Otto Kuntze. Dryopteris karwinskyana ingår i släktet Dryopteris och familjen Dryopteridaceae. Inga underarter finns listade.